# HD5737
HD5737 — хімічно пекулярна зоря спектрального класу B6, що має видиму зоряну величину в смузі V приблизно 4,3.
Вона знаходиться у сузір'ї Скульптора й розташована на відстані близько 672,5 світлових років від Сонця. HD5737 віддаляється від нас з радіальною швидкістю близько 10,2 км/с.

## Фізичні характеристики
Зоря HD5737 обертається порівняно повільно навколо своєї осі. Проєкція її екваторіальної швидкості на промінь зору становить Vsin(i)= 20км/сек.
Ця зоря є відносно гарячим об'єктом з ефективною температурою близько 17000 К. Приймаючи до уваги значення логарифма гравітаційного прискорення на поверхні зорі lg(g)=3.6, вона належить до гарячих гігантів.

## Пекулярний хімічний вміст
HD5737 належить до Хімічно пекулярних зір з пониженим вмістом гелію 
й в її  зоряній атмосфері спостерігається нестача He у порівнянні з його вмістом в атмосфері Сонця.

## Магнітне поле
Спектр даної зорі вказує на наявність магнітного поля у її зоряній атмосфері.
Напруженість повздовжної компоненти поля оціненої з аналізу
крил ліній Бальмера становить  324,0± 142,3 Гаус.

## Інтернет-ресурси
- Магнитные конфигурации быстрых CP ротаторов HD3360, HD4778, HD5737, HD112413, HD215441. Астрофизический бюллетень, 2009, том 64,№1, с. 62–72.